# Liste der Flugzeugträgerklassen der United States Navy
Diese Liste zeigt alle Flugzeugträgerklassen der United States Navy.
| Farblegende                            |
| -------------------------------------- |
| Umbau aus Rümpfen anderer Schiffstypen |
| atomgetrieben                          |

| Klassenname                                               | Typschiff           | In Dienst gestellt | Geplant/Gebaut | Aktiv       |
| --------------------------------------------------------- | ------------------- | ------------------ | -------------- | ----------- |
| Langley-Klasse                                            | Langley             | 20. März 1922      | 1/1            | 0           |
| Lexington-Klasse                                          | Lexington           | 14. Dezember 1927  | 2/2            | 0           |
| Ranger-Klasse                                             | Ranger              | 4. Juni 1934       | 1/1            | 0           |
| Yorktown-Klasse                                           | Yorktown            | 30. September 1937 | 3/3            | 0           |
| Wasp-Klasse                                               | Wasp                | 25. April 1940     | 1/1            | 0           |
| Essex-Klasse Short Hull-Klasse                            | Essex               | 31. Dezember 1942  | 11/11          | 0           |
| Ticonderoga-Klasse Long-Hull-Klasse                       | Ticonderoga         | 8. Mai 1944        | 21/14          | 0           |
| Independence-Klasse                                       | Independence        | 14. Januar 1943    | 9/9            | 0           |
| Midway-Klasse                                             | Midway              | 10. September 1945 | 6/3            | 0           |
| Saipan-Klasse                                             | USS Saipan (CVL-48) | 14. Juli 1946      | 2/2            | 0           |
| United-States-Klasse                                      | United States       | -                  | 4/0            | 0           |
| Forrestal-Klasse                                          | Forrestal           | 1. Oktober 1955    | 4/4            | 0           |
| Kitty-Hawk-Klasse                                         | Kitty Hawk          | 21. April 1961     | 3/3            | 0           |
| Enterprise-Klasse                                         | Enterprise          | 25. November 1961  | 6/1            | 0           |
| John F. Kennedy-Klasse (4. Einheit der Kitty-Hawk-Klasse) | John F. Kennedy     | 7. September 1968  | 1/1            | 0           |
| Nimitz-Klasse                                             | Nimitz              | 3. Mai 1975        | 10/10          | 10          |
| Gerald-R.-Ford-Klasse                                     | Gerald R. Ford      | 22. Juli 2017      | 11/1[veraltet] | 1[veraltet] |